# Jouy (Yonne)
Jouy ist eine französische Gemeinde mit 519 Einwohnern (Stand: 1. Januar 2022) im Département Yonne in der Region Bourgogne-Franche-Comté. Cornant gehört zum Arrondissement Sens und zum Kanton Gâtinais en Bourgogne (bis 2015: Kanton Sens-Ouest). Die Einwohner werden Joviciens genannt.

## Geographie
Jouy liegt etwa 22 Kilometer westsüdwestlich des Stadtzentrums von Sens. Umgeben wird Jouy von den Nachbargemeinden Vaux-sur-Lunain im Norden, Chéroy im Norden und Nordosten, Montacher-Villegardin im Osten, Bazoches-sur-le-Betz im Süden, Bignon-Mirabeau im Südwesten, Égreville im Westen sowie Villebéon im Nordwesten.

## Bevölkerungsentwicklung
| Jahr                       | 1881 | 1962 | 1968 | 1975 | 1982 | 1990 | 1999 | 2006 | 2013 |
| Einwohner                  | 430  | 288  | 340  | 373  | 374  | 384  | 430  | 403  | 514  |
| Quellen: Cassini und INSEE |      |      |      |      |      |      |      |      |      |

## Sehenswürdigkeiten

Kirche Saint-Étienne

- Kirche Saint-Étienne
- Schloss Jouy